# Speocera parva
Speocera parva is een spinnensoort uit de familie Ochyroceratidae. De soort komt voor in Borneo.